# Maidan-Sahnivskîi, Letîciv
Maidan-Sahnivskîi (în ucraineană Майдан-Сахнівський) este un sat în comuna Sahnî din raionul Letîciv, regiunea Hmelnîțkîi, Ucraina.

## Demografie
Componența lingvistică a localității Maidan-Sahnivskîi
     Ucraineană (96,77%)
     Rusă (3,23%)
Conform recensământului din 2001, majoritatea populației localității Maidan-Sahnivskîi era vorbitoare de ucraineană (96,77%), existând în minoritate și vorbitori de rusă (3,23%).